# Cheltenham Association Football League
Cheltenham Association Football League là một giải bóng đá ở Anh, có tất cả năm hạng đấu. Hạng đấu cao nhất, Division One, nằm ở Cấp độ 14 của Hệ thống các giải bóng đá ở Anh. Giải đấu này góp đội cho Gloucestershire Northern Senior League. Cũng có một đường liên kết khác đến Cheltenham League dành cho đội vô địch ở Cirencester and District League vào thi đấu ở Division One của Cheltenham League.
Cheltenham League hiện đang liên kết với Gloucestershire County FA.

## Bối cảnh
Cheltenham Association Football League nằm ở trong và xung quanh Cheltenham, cung cấp nền bóng đá cho các đội bóng nằm trong bán kính 50 dặm của thị trấn. Từ khi bắt đầu năm 1900, hiện tại giải đấu đã mở rộng thành 5 hạng đấu, gồm 62 câu lạc bộ và góp đội cho Gloucestershire Northern Senior League.
Các đội bóng đã rời khỏi Cheltenham League và hiện đang thi đấu ở các cấp độ cao hơn gồm:
- Bishop's Cleeve
- Cheltenham Town
- Cirencester Town
- Cheltenham Saracens
- Evesham United
- Gloucester City

The Herd là một đội bóng khác đi từ Cheltenham League đến Hellenic Football League và trong những năm sau đó được biết đến với tên gọi Cirencester United, tuy nhiên đội bóng hiện đã giải thể.

## Các câu lạc bộ hiện tại mùa giải 2015–16
- Division One

- AC Olympia
- Bishop's Cleeve 'A'
- Cheltenham Civil Service Dự bị
- Churchdown Panthers
- Falcons
- FC Barometrics Dự bị
- FC Lakeside
- Gala Wilton Dự bị
- Kings
- Newton
- RSG
- Staunton & Corse
- Upton Town

- Division Two

- Andoversford
- AFC Worcester Olympic
- Brockworth Albion Dự bị
- Cheltenham Patriots
- Dowty Dynamos
- Gloucester Elmleaze
- Hanley Swan
- Leckhampton Rovers
- Prestbury Rovers
- Southside Star Dự bị
- Tewkesbury Town
- Welland
- Whaddon United Dự bị

- Division Three

- Apperley
- Cheltenham Civil Service 'A'
- Falcons Dự bị
- Fintan
- Gala Wilton 'A'
- Kings Dự bị
- Leckhampton Rovers Dự bị
- Newlands Athletic
- Pittville United
- Shurdington Rovers
- Smith's Athletic Dự bị
- Southside Star 'A'

- Division Four

- Andoversford Dự bị
- Bourton Rovers 'A'
- Bredon Dự bị
- Charlton Rovers Dự bị
- Cheltenham Civil Service 'B'
- FC Barometrics 'A'
- FC Lakesdie Dự bị
- Hatherley
- Northway
- Malvern Vale
- Shurdington Rovers Dự bị
- Staunton & Corse Dự bị

- Division Five

- Andoversford 'A'
- Apperley Dự bị
- Charlton Rovers 'A'
- Cheltenham Saracens 'A'
- Cheltenham United
- Fintan Dự bị
- Gala Wilton 'B'
- Malvern Vale Dự bị
- Prestbury Rovers Dự bị
- Regency Town
- Welland Dự bị
- Winchcombe Town Dự bị
- Windyridge Rovers

Source:

## Danh sách đội vô địch từ Division Two đến Division Six
Source